# وچری (لوئیزیانا)
وچری (به انگلیسی: Vacherie) یک منطقهٔ مسکونی در ایالات متحده آمریکا است که در لوئیزیانا واقع شده‌است.